# Laguna Cochicó
Laguna Cochicó är en saltsjö i Argentina.   Den ligger i provinsen Buenos Aires, i den centrala delen av landet, 400 km sydväst om huvudstaden Buenos Aires. Arean är 50 kvadratkilometer.
Trakten runt Laguna Cochicó består i huvudsak av gräsmarker. Runt Laguna Cochicó är det mycket glesbefolkat, med 2 invånare per kvadratkilometer.